# Penthimia maculipennis
Penthimia maculipennis är en insektsart som beskrevs av Maximilian Spinola 1852. Penthimia maculipennis ingår i släktet Penthimia och familjen dvärgstritar. Inga underarter finns listade i Catalogue of Life.